# Associazione Sportiva Ischia Isolaverde 1992-1993
Questa voce raccoglie le informazioni riguardanti l'Ischia Isolaverde nelle competizioni ufficiali della stagione 1992-1993.

## Stagione
Nel 1992-1993 l'Ischia disputò il suo quinto campionato di Serie C1, classificandosi all'ultimo posto in classifica. Infatti nell'ultima giornata di campionato, l'Ischia di Pasquale Casale non riuscì a battere il Messina e retrocesse per la seconda volta in Serie C2, venendo poi ripescato al posto dello stesso Messina, escluso dal campionato per problemi finanziari. In Coppa Italia invece, i gialloblu ischitani superarono la fase eliminatoria e arrivarono ai gironi di qualificazione per la fase finale, il secondo miglior piazzamento di sempre nella Coppa Italia, dopo i quarti di finale del 1991-1992. Durante la stagione, l'Ischia e l'Acireale furono deferiti alla Commissione disciplinare in seguito a una denuncia del presidente dell'Ischia Bruno Basentini. Nella denuncia si faceva riferimento a un tentativo di corruzione della squadra siciliana, in persona dell'allenatore Giuseppe Papadopulo, che avrebbe avuto interesse affinché la partita del 6 dicembre 1992 tra Acireale e Ischia terminasse in parità, come in effetti avvenne. Entrambe le società vennero poi assolte con formula piena.

### Divise e sponsor
Lo sponsor tecnico per la stagione 1992-1993 è Umbro, mentre sulle maglie è presente la denominazione societaria, Ischia Isolaverde.

### Organigramma societario
Area direttiva
- Presidente: Bruno Basentini

Area organizzativa
- Segretario generale: Giuseppe Mollo

Area tecnica
- Direttore sportivo: Carmine Donnarumma
- Allenatore: Pasquale Casale
- Allenatore in seconda: Giovanni Cannavacciuolo

Area sanitaria
- Medici sociali: dott. Antonio Cristiano
- Massaggiatori: Salvatore Buono

## Rosa
| N. |                   | Ruolo | Calciatore                       |
| -- | ----------------- | ----- | -------------------------------- |
|    | Italia (bandiera) | P     | Remo Ianni                       |
|    | Italia (bandiera) | P     | Marco Morrone                    |
|    | Italia (bandiera) | D     | Catello Cimmino                  |
|    | Italia (bandiera) | D     | Francesco Corsini                |
|    | Italia (bandiera) | D     | Clemente De Siato                |
|    | Italia (bandiera) | D     | Massimiliano D'Urso              |
|    | Italia (bandiera) | D     | Claudio Ferri                    |
|    | Italia (bandiera) | D     | Francesco Impagliazzo (capitano) |
|    | Italia (bandiera) | C     | Raffaele Ametrano                |
|    | Italia (bandiera) | C     | Massimo Andreotti                |
|    | Italia (bandiera) | C     | Lorenzo D'Agostino               |

| N. |                   | Ruolo | Calciatore            |
| -- | ----------------- | ----- | --------------------- |
|    | Italia (bandiera) | C     | Luigi D'Alessio       |
|    | Italia (bandiera) | C     | Giovanni Martusciello |
|    | Italia (bandiera) | C     | Pasquale Martusciello |
|    | Italia (bandiera) | C     | Federico Perugini     |
|    | Italia (bandiera) | C     | Salvatore Russo       |
|    | Italia (bandiera) | C     | Michele Tomasino      |
|    | Italia (bandiera) | A     | Giuseppe Barrucci     |
|    | Italia (bandiera) | A     | Emilio Budruni        |
|    | Italia (bandiera) | A     | Nicola Coppola        |
|    | Italia (bandiera) | A     | Felice Falaguerra     |

### Sessione estiva
| Acquisti | Acquisti          | Acquisti       | Acquisti |
| R.       | Nome              | da             | Modalità |
| -------- | ----------------- | -------------- | -------- |
| C        | Raffaele Ametrano | Napoli         |          |
| A        | Giuseppe Barrucci | Napoli         |          |
| A        | Emilio Budruni    | Cagliari       |          |
| D        | Catello Cimmino   | Inattivo       |          |
| C        | Luigi D'Alessio   | Avellino       |          |
| D        | Clemente De Siato | Portici        |          |
| C        | Federico Perugini | Fidelis Andria |          |
| C        | Salvatore Russo   | Napoli         |          |

| Cessioni | Cessioni             | Cessioni    | Cessioni |
| R.       | Nome                 | a           | Modalità |
| -------- | -------------------- | ----------- | -------- |
| D        | Maurizio Capone      |             |          |
| C        | Alessandro Di Matteo | Carpi       |          |
| D        | Guglielmo Ferrante   | Ritirato    |          |
| P        | Luigi Genovese       | Nola        |          |
| D        | Mario Giua           |             |          |
| A        | Luca Gonano          | Modena      |          |
| C        | Giuseppe Monti       | Juve Stabia |          |
| P        | Guido Nanni          | Cagliari    |          |
| D        | Andrea Veronici      | Juve Stabia |          |

### Serie C1

#### Girone di andata
| Arbitro: | Messina (Bergamo) |

|              |           |  |
| Perugini 52’ | Marcatori |  |

| Arbitro: | Bizzotto (Castelfranco Veneto) |

|               |           |              |
| Battaglia 26’ | Marcatori | 75’ Barrucci |

| Arbitro: | Pontani (Genova) |

|  |           |                   |
|  | Marcatori | 31’ D'Urso (aut.) |

| Caserta 20 settembre 1992, ore 16:00 CEST 4ª giornata | Casertana        | 0 – 0 | Ischia Isolaverde | Stadio Alberto Pinto\| Arbitro: \| Freddi (Sassari) \| |
| Arbitro:                                              | Freddi (Sassari) |       |                   |                                                        |

| Ischia 27 settembre 1992, ore 15:00 CEST 5ª giornata | Ischia Isolaverde | 0 – 0 | Perugia | Stadio Comunale Vincenzo Mazzella\| Arbitro: \| Zuccolini \| |
| Arbitro:                                             | Zuccolini         |       |         |                                                              |

| Arbitro: | Nepi (Ascoli Piceno) |

|             |           |  |
| Barbera 47’ | Marcatori |  |

| Arbitro: | Capraro (Cassino) |

|            |           |             |
| D'Urso 64’ | Marcatori | 33’ Sgherri |

| Arbitro: | Daneluzzi (Latisana) |

|  |           |                           |
|  | Marcatori | 56’ Francesco Impagliazzo |

| Ischia 1º novembre 1992, ore 14:30 CEST 9ª giornata | Ischia Isolaverde          | 0 – 0 | Casarano | Stadio Comunale Vincenzo Mazzella\| Arbitro: \| Alban (Bassano del Grappa) \| |
| Arbitro:                                            | Alban (Bassano del Grappa) |       |          |                                                                               |

| Arbitro: | Ferro (Firenze) |

|              |           |  |
| Matticari 1’ | Marcatori |  |

| Arbitro: | Senzacqua (Fermo) |

|  |           |           |
|  | Marcatori | 91’ Russo |

| Arbitro: | Gregori (Piacenza) |

|              |           |  |
| Campione 18’ | Marcatori |  |

| Arbitro: | Ferrarini (Parma) |

|                |           |              |
| 26’ Tiberi (r) | Marcatori | 56’ Barrucci |

| Ischia 6 dicembre 1992, ore 14:30 CEST 14ª giornata | Ischia Isolaverde | 0 – 0 | Acireale | Stadio Comunale Vincenzo Mazzella\| Arbitro: \| D'Agostini \| |
| Arbitro:                                            | D'Agostini        |       |          |                                                               |

| Arbitro: | Apricena (Firenze) |

|             |           |  |
| Tedesco 75’ | Marcatori |  |

| Arbitro: | Gronda (Genova) |

|                                |           |  |
| D'Urso 38’ 47’ Impagliazzo (r) | Marcatori |  |

| Arbitro: | Girotti (Roma) |

|                                                     |           |  |
| Limetti 29’, 82’ Sorce, 69’ Vecchio 75’ Putelli 37’ | Marcatori |  |

#### Girone di ritorno
| Arbitro: | Baglioni (Firenze) |

|                        |           |  |
| Vio 40’ Pannitteri 66’ | Marcatori |  |

| Ischia 31 gennaio 1993, ore 14:30 CEST 19ª giornata | Ischia Isolaverde | 0 – 0 | Palermo | Stadio Comunale Vincenzo Mazzella\| Arbitro: \| Piretti (Ravenna) \| |
| Arbitro:                                            | Piretti (Ravenna) |       |         |                                                                      |

| Siracusa 7 febbraio 1993, ore 14:30 CEST 20ª giornata | Siracusa          | 0 – 0 | Ischia Isolaverde | Stadio Nicola De Simone\| Arbitro: \| Messina (Bergamo) \| |
| Arbitro:                                              | Messina (Bergamo) |       |                   |                                                            |

| Arbitro: | Bizzotto (Castelfranco Veneto) |

|            |           |                |
| D'Urso 15’ | Marcatori | 57’ Di Criscio |

| Arbitro: | Ercolino (Cassino) |

|                             |           |                    |
| Cornacchini 19’, 31’ (rig.) | Marcatori | 84’ Galletti (aut) |

| Ischia 7 marzo 1993, ore 15:00 CEST 23ª giornata | Ischia Isolaverde | 0 – 0 | Avellino | Stadio Comunale Vincenzo Mazzella (1500 spett.)\| Arbitro: \| Capozzi (Vicenza) \| |
| Arbitro:                                         | Capozzi (Vicenza) |       |          |                                                                                    |

| Arbitro: | Rossi (Rovigo) |

|                                            |           |              |
| 40’ Matticari (r) Pisano, 85’ Lombardo 80’ | Marcatori | 62’ De Siato |

| Arbitro: | Freddi (Sassari) |

|                     |           |  |
| Catello Cimmino 52’ | Marcatori |  |

| Arbitro: | Corda (Cagliari) |

|                |           |             |
| Passiatore 18’ | Marcatori | 35’ Coppola |

| Arbitro: | Vendramin (Castelfranco Veneto) |

|                         |           |            |
| D'Urso 39’ 48’D'Alessio | Marcatori | 71’ Scotti |

| Arbitro: | Serena (Bassano del Grappa) |

|                        |           |                 |
| Cipriani 34’ Greco 87’ | Marcatori | 64’ Cimmino (r) |

| Arbitro: | Ciambotti (Empoli) |

|                                  |           |  |
| 50’ Pierozzi (aut.) Barrucci 88’ | Marcatori |  |

| Arbitro: | Branzoni (Pavia) |

|             |           |                           |
| Barrucci 1’ | Marcatori | 6’ De Amicis 13’ Pagliari |

| Arbitro: | Bancale |

|             |           |  |
| 16’Sorbello | Marcatori |  |

| Arbitro: | Sorte (Bergamo) |

|                      |           |                   |
| Russo 20’ D'Urso 57’ | Marcatori | 42’, 55’ Bizzarri |

| Giarre 23 maggio 1993, ore 16:00 CEST 33ª giornata | Giarre        | 0 – 0 | Ischia Isolaverde | Stadio Regionale di Giarre\| Arbitro: \| Longo (Paola) \| |
| Arbitro:                                           | Longo (Paola) |       |                   |                                                           |

| Ischia 30 maggio 1993, ore 16:30 CEST 34ª giornata | Ischia Isolaverde  | 0 – 0 | Messina | Stadio Comunale Vincenzo Mazzella\| Arbitro: \| Tombolini (Ancona) \| |
| Arbitro:                                           | Tombolini (Ancona) |       |         |                                                                       |

### Coppa Italia

#### Fase Eliminatoria

##### Primo Turno
| Formia 19 agosto 1992, ore 20:30 CET Primo Turno - Andata | Formia | 0 – 3 | Ischia Isolaverde | Stadio Nicola Perrone |

| Ischia 23 agosto 1992, ore 20:30 CET Primo Turno - Ritorno | Ischia Isolaverde | 0 – 0 | Formia | Stadio Vincenzo Mazzella |

##### Secondo Turno
| Ischia 2 settembre 1992, ore 20:30 CET Secondo Turno - Andata | Ischia Isolaverde | 2 – 0 | Lodigiani | Stadio Vincenzo Mazzella |

| Roma 9 settembre 1992, ore 20:30 CET Secondo Turno - Ritorno | Lodigiani | 1 – 0 | Ischia Isolaverde | Stadio Flaminio |

##### Terzo Turno
| Ischia 11 novembre 1992, ore 20:30 CET Terzo Turno - Andata | Ischia Isolaverde | 2 – 0 | Francavilla | Stadio Vincenzo Mazzella |

| Francavilla al Mare 2 dicembre 1992, ore 20:30 CET Terzo Turno - Ritorno | Francavilla | 1 – 1 | Ischia Isolaverde | Stadio Valle Anzuca |

#### Fase Finale

##### Girone di qualificazione
| Ischia 9 gennaio 1993, ore 20:30 CET 1ª giornata | Ischia Isolaverde | 0 – 0 | Juve Stabia | Stadio Vincenzo Mazzella |

| Caserta 13 gennaio 1993, ore 20:30 CET 2ª giornata | Casertana | 3 – 1 | Ischia Isolaverde | Stadio Alberto Pinto |

## Statistiche
Statistiche aggiornate al 24 ottobre 2011

### Statistiche di squadra
| Competizione | Punti | In casa | In casa | In casa | In casa | In casa | In casa | In trasferta | In trasferta | In trasferta | In trasferta | In trasferta | In trasferta | Totale | Totale | Totale | Totale | Totale | Totale | DR  |
| Competizione | Punti | G       | V       | N       | P       | Gf      | Gs      | G            | V            | N            | P            | Gf           | Gs           | G      | V      | N      | P      | Gf     | Gs     | DR  |
| ------------ | ----- | ------- | ------- | ------- | ------- | ------- | ------- | ------------ | ------------ | ------------ | ------------ | ------------ | ------------ | ------ | ------ | ------ | ------ | ------ | ------ | --- |
| Serie C2     | 27    | 17      | 5       | 9       | 3       | 13      | 9       | 17           | 1            | 5            | 11           | 7            | 22           | 34     | 6      | 15     | 13     | 20     | 31     | -11 |
| Coppa Italia | -     | 4       | 2       | 2       | 0       | 5       | 0       | 5            | 3            | 1            | 1            | 6            | 4            | 9      | 5      | 3      | 1      | 11     | 4      | +7  |
| Totale       | 27    | 21      | 7       | 11      | 3       | 18      | 9       | 22           | 4            | 6            | 12           | 13           | 26           | 43     | 11     | 18     | 14     | 31     | 35     | -4  |

### Statistiche dei giocatori
| Giocatore       | Serie C1 | Serie C1 | Coppa Italia | Coppa Italia | Altro    | Altro | Totale   | Totale |
| Giocatore       | Presenze | Reti     | Presenze     | Reti         | Presenze | Reti  | Presenze | Reti   |
| --------------- | -------- | -------- | ------------ | ------------ | -------- | ----- | -------- | ------ |
| R. Ametrano     | 25       | 0        | -            | -            | -        | -     | 25       | 0      |
| M. Andreotti    | 32       | 0        | -            | -            | -        | -     | 32       | 0      |
| G. Barrucci     | 26       | 4        | -            | -            | -        | -     | 26       | 4      |
| E. Budruni      | 18       | 0        | -            | -            | -        | -     | 18       | 0      |
| C. Cimmino      | 31       | 2        | -            | -            | -        | -     | 31       | 2      |
| N. Coppola      | 29       | 1        | -            | -            | -        | -     | 29       | 1      |
| F. Corsini      | 27       | 0        | -            | -            | -        | -     | 27       | 0      |
| L. D'Agostino   | 11       | 0        | -            | -            | -        | -     | 11       | 0      |
| L. D'Alessio    | 24       | 1        | -            | -            | -        | -     | 24       | 1      |
| C. De Siato     | 8        | 1        | -            | -            | -        | -     | 8        | 1      |
| M. D'Urso       | 30       | 4        | -            | -            | -        | -     | 30       | 4      |
| F. Falaguerra   | 12       | 1        | -            | -            | -        | -     | 12       | 1      |
| C. Ferri        | 29       | 0        | -            | -            | -        | -     | 29       | 0      |
| F. Impagliazzo  | 22       | 2        | -            | -            | -        | -     | 22       | 2      |
| G. Martusciello | 24       | 1        | -            | -            | -        | -     | 24       | 1      |
| P. Martusciello | 1        | 0        | -            | -            | -        | -     | 1        | 0      |
| A. Ferraro      | 20       | 0        | -            | -            | -        | -     | 20       | 0      |
| M. Morrone      | 34       | -31      | -            | -            | -        | -     | 34       | -31    |
| F. Perugini     | 25       | 1        | -            | -            | -        | -     | 25       | 1      |
| S. Russo        | 25       | 1        | -            | -            | -        | -     | 25       | 1      |
| M. Tomasino     | 8        | 0        | -            | -            | -        | -     | 8        | 0      |